# Előtársaság
A jogtudományban előtársaság alatt a bejegyzés alatt álló gazdasági társaságot értjük.

## Működése
A létrehozni kívánt gazdasági társaság cégneve alatt az előtársasági létszakaszában a gazdasági társaság cégbejegyzése iránti kérelem benyújtását követően korlátozottan jogképes. A gazdasági társaság a társasági szerződés aláírásának napjától a létrehozni kívánt gazdasági társaság előtársaságaként működhet, de üzletszerű gazdasági tevékenységet csak a gazdasági társaság cégbejegyzése iránti kérelem benyújtását követően folytathat.
A társaság a megkötött jogügyletekben a társaság elnevezése mellett a „bejegyzés alatt” („b.a.”) toldatot kell használni (például Minimo bt. b.a.)

## Megszűnése
Az előtársaság megszűnik, ha
- a cégbíróság bejegyzi a gazdasági társaságot
- a cégbíróság elutasítja a gazdasági társaság bejegyzését.[1]

## Külső hivatkozások
- 2006. évi IV. törvény a gazdasági társaságokról
- 2013. évi V. törvény a Polgári Törvénykönyvről

## Lásd még
- Közkereseti társaság
- Betéti társaság
- Korlátolt felelősségű társaság
- Részvénytársaság